# Vassilis Digalakis

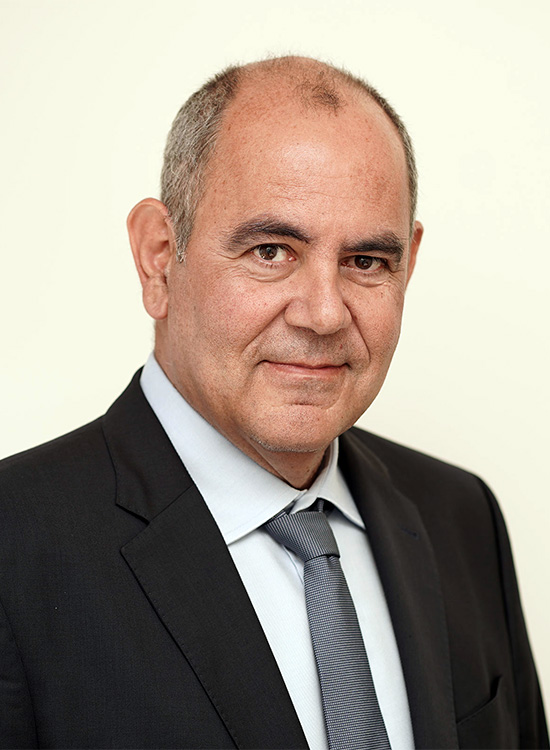
Vassilis Digalakis

Vassilios Vassileiou Digalakis (griechisch Βασίλειος Βασιλείου Διγαλάκης, * 1963 in Chania) ist ein griechischer Politiker der Partei Nea Dimokratia und Professor an der Fakultät für Elektrotechnik und Computertechnik der Technischen Universität Kreta in Chania. Er ist Vorsitzender des Ständigen Ausschusses für Bildungsangelegenheiten des Parlaments und war von Juli 2019 bis Januar 2021 stellvertretender Minister für Bildung und Religionen mit Zuständigkeit für Hochschulbildung im Kabinett Mitsotakis.
Seit 1995 ist er Professor an der Fakultät für Elektrotechnik und Computertechnik der Technischen Universität Kreta in Chania. Bei den nationalen Wahlen im Juli 2019 wurde er für Nea Dimokratia zum Abgeordneten für Chania gewählt.

## Biographie
Vassileiou Vassilios Digalakis wurde 1963 in Chania geboren. Er ist verheiratet und hat zwei Kinder.

### Ausbildung
Vassilios V. Digalakis erhielt 1986 ein Diplom von der Nationalen Technischen Universität Athen und 1992 den Doktortitel in Elektrotechnik und Systemtechnik von der Boston University. Von 1992 bis 1995 war er am Speech Technology and Research Laboratory von SRI International in Menlo Park tätig. Bei SRI entwickelte er Algorithmen für das DECIPHER-Spracherkennungssystem. Er hält fünf Patente und erhielt Gründungsanteile von Nuance Communications für die Verwendung in der Spracherkennungs-Engine von Nuance.
Seit 1995 ist er Professor in der Abteilung für Elektronik und Computertechnik der Technischen Universität Kreta in Chania. Von Januar 2015 bis September 2015 war er Präsident der Rektorensynode der Hellenischen Universitäten. Von April 2013 bis November 2017 war er der Rektor der Technischen Universität Kreta.
Seine Forschungsinteressen liegen in den Bereichen maschinelles Lernen, Muster- und Spracherkennung, Spracherkennung, multimodale Schnittstellen und Dialogsysteme. Digalakis hat viele Artikel in Fachzeitschriften und begutachteten Konferenzberichten verfasst und wurde 1999 von der IEEE Signal Processing Society mit einem Preisen für die beste Arbeit ausgezeichnet. Laut Google Scholar hat Prof. Digalakis 5377 Zitate in Zeitschriften und begutachteten Konferenzberichten erhalten und sein h-Index beträgt 36.

### Politische Laufbahn
Bei den nationalen Wahlen im Juli 2019 wurde Digalakis für Nea Dimokratia zum Abgeordneten für Chania gewählt. Von Juli 2019 bis Januar 2021 war er stellvertretender Minister für Bildung und Religionen mit Zuständigkeit für Hochschulbildung im Kabinett Mitsotakis. Er ist Vorsitzender des Ständigen Ausschusses für Bildungsangelegenheiten des Parlaments.